# Badou Ezzaki
Badou Ezzaki pseud. „Zaki” (arab. ‏بادو الزاكي‎; ur. 2 kwietnia 1959 w Sidi Kasim) – marokański piłkarz i trener piłkarski, selekcjoner reprezentacji Maroko w piłce nożnej w latach 2002–2005 i ponownie w latach 2014–2016.

## Kariera sportowa
Przed rozpoczęciem kariery trenerskiej był piłkarzem. Był podstawowym bramkarzem reprezentacji Maroka na Mistrzostwach Świata w 1986. Przez magazyn France Football został wybrany afrykańskim piłkarzem roku 1986. Grał w takich klubach jak: AS Salé, Wydad Casablanca, RCD Mallorca i FUS Rabat.